# 4052 Кровізьє
4052 Кровізьє (4052 Crovisier) — астероїд головного поясу, відкритий 28 лютого 1981 року.
Тіссеранів параметр щодо Юпітера — 3,223.